# WV25
Le tombeau WV 25 est situé dans l'aile occidentale de la vallée des Rois, dans la nécropole thébaine sur la rive ouest du Nil face à Louxor en Égypte.
Découverte par Giovanni Belzoni en 1817 qui l'a fouillée ainsi qu'Otto J. Schaden en 1972-1973, elle a aussi été explorée par James Burton en 1825 et John Gardner Wilkinson en 1825-1828.
Le propriétaire originel du tombeau WV 25 est incertain. Selon Otto J. Schaden, il a été construit comme une tombe royale à la fin de la XVIIIe dynastie (peut-être sous Akhenaton), mais n'a jamais été terminée et décorée.
Au cours de la Troisième Période intermédiaire (XXIe et XXIIe dynasties), la tombe a été réutilisée pour enterrer huit momies en même temps que des objets de la XVIIIe dynastie provenant probablement du tombeau KV 23.

### Note
1. ↑  Sigle de « West Valley no 25 », une branche de la « King Valley » (vallée des Rois)